# Hedy Wiegner
Hedy Wiegner is een Nederlands actrice. Ze speelde in diverse films en series, waaronder Bro's Before Ho's, 't Zal je gebeuren... en De bende van Sjako.

## Levensloop
Wiegner maakte haar acteerdebuut in 1996 in de televisiefilm Tasten in het duister waarin ze de rol van Annabel vertolkte. Hierna speelde ze mee in verschillende films, waaronder Emily, of het geheim van Huis ten Bosch, Zus & Zo en Zinloos. Tevens speelde Wiegner in korte films zoals De eerste dag en Elevador.
Op 5 oktober 1997 vertolkte ze de rol van Koningin Juliana in de KRO-serie Toen was geluk heel gewoon, die ze hervatte in 1999 en 2008, dit was haar eerste rol in een televisieserie. In de jaren die volgde was Wiegner in diverse rollen te zien in meerdere televisieseries, waaronder Het glazen huis, Goede tijden, slechte tijden en Dokter Tinus.

## Filmografie

### Film
- 1996: Tasten in het duister, als Annabel
- 1997: Emily, of het geheim van Huis ten Bosch, als Juliana
- 1999: Kruimeltje, als onaardige mevrouw Kerk
- 2001: Storm in mijn hoofd, als Elly
- 2001: Zus & Zo, als doktersassistente Jan
- 2003: Sloophamer, als buuf
- 2004: De eerste dag, als Anna de Wit
- 2004: Zinloos, als mevrouw Loogman
- 2006: Divina Gloria
- 2008: Elevador, als Corry
- 2013: Bro's Before Ho's, als oudere vrouw
- 2018: Gek van Oranje, als oma Corrie

### Televisie
- 1997, 1999, 2008: Toen was geluk heel gewoon, als Koningin Juliana
- 1998: 't Zal je gebeuren..., als mevrouw van Wely
- 1999: Schoon goed, als vrouw
- 1999: Blauw blauw, als dame
- 1999: Leven en dood van Quidam Quidam, als oude vrouw
- 2000: Wildschut & De Vries, als vrouw in fabriek
- 2000: In goede aarde
- 2001: Baantjer, als heilsoldaat
- 2002: Hartslag, als mevrouw Van Rijn
- 2004: Het glazen huis, als mevrouw De Bourbon
- 2006: Shouf Shouf!
- 2011: De bende van Sjako, als Josefina
- 2011: Flikken Maastricht, als oudere dame
- 2011: Goede tijden, slechte tijden, als Julia van Wieringen
- 2013: Dokter Tinus, als Annie Doos
- 2015: Jeuk, als mondschilderes
- 2022: Tweede Hans
- 2023 Eén grote familie, als buurvrouw